# Premiership Rugby 2022-2023
Premiership Rugby 2022-23 fu il 36º campionato nazionale inglese di rugby a 15 di prima divisione.
Si tenne dal 10 settembre 2022 al 27 maggio 2023 tra 13 squadre, che si incontrarono nella stagione regolare a girone unico che designò le quattro contendenti ai play-off per il titolo finale.
Il torneo fu noto anche come Gallagher Premiership a seguito di accordo di naming stipulato ad aprile 2018 con la compagnia statunitense d'assicurazioni e gestione finanziaria Arthur J. Gallagher; in corso di competizione tale accordo, in scadenza al 2022, fu rinnovato per una non meglio specificata «durata poliennale».
Nonostante la vittoria nel Championship 2021-22, l'Ealing Trailbrazers non ottenne la licenza per la promozione in Premiership in quanto l'impianto del club londinese può ospitare poco più di 5000 spettatori a fronte degli almeno 10001 richiesti dalla Rugby Football Union; per tale ragione la composizione della Premiership, in assenza di retrocessioni, rimase la stessa della stagione precedente.
Purtuttavia, poche settimane dopo l'inizio del campionato, la sua composizione si ridusse a 12 e infine a 11 squadre a causa dell'esclusione dapprima di Worcester e, a seguire, degli Wasps.
Per la seconda volta consecutiva dopo il ritorno in Premiership, e per la settima in dieci stagioni, il Saracens giunse alla finale per il titolo, battendo 38-15 Northampton nel proprio play-off.
Diciassette anni occorsero altresì al Sale Sharks, assente dalla gara per il titolo dal 2006, per avere di nuovo l'occasione di contendere il titolo di campione d'Inghilterra.
Dopo la delusione dell'anno precedente, con una sconfitta da Leicester maturata nei secondi finali di gioco, i Sarries ebbero la loro rivincita e si imposero 25-15, guadagnando così il loro primo titolo dal 2019 e a due anni dalla promozione in prima divisione nonché sesto assoluto.
Il valore delle marcature, come stabilito da World Rugby nel 2017, è: 5 punti per ciascuna meta (7 se trasformata), 7 punti per la meta tecnica, 3 punti per la realizzazione di ciascun calcio piazzato, idem per il drop.

## L'esclusione di Wasps e Worcester

### Worcester
A seguito della pandemia di COVID-19 Worcester fu tra i beneficiari di un prestito di 14 milioni di sterline da parte del ministero britannico per la cultura e lo sport; non solo il club non fu capace di ripianare il debito, ma era in sofferenza di ulteriori 11 milioni per un totale di circa 25 milioni di sterline.
Non avendo ricevuto garanzie circa la solvibilità del debito e le garanzie dei pagamenti di dipendenti e giocatori, a fine settembre 2022 la Rugby Football Union decise l'esclusione di Worcester dal campionato e l'annullamento delle gare già disputate come non fossero mai avvenute.
A seguito di ciò, il club fu posto in amministrazione controllata.

### Wasps
Poche settimane dopo Worcester, anche il Wasps, club che pochi anni prima si era trasferito da Londra a Coventry, fu escluso dal campionato con effetto immediato dalla RFU ed entrò in amministrazione controllata, a seguito della quale 167 stipendiati del club, tra staff e giocatori, furono licenziati.
Le posizioni della squadra femminile del club e quella di netball furono separate dalle sorti del club maschile, permettendo la continuazione dell'attività di queste ultime.
Se il debito di Worcester ammontava a circa 25 miloni, quello degli Wasps era intorno a 90, in gran parte generato dalla mancata restituzione di un prestito obbligazionario emesso dal club per finanziare l'acquisto del City of Coventry Stadium.
Anche gli incontri degli Wasps furono annullati e considerati mai disputati.

## Squadre partecipanti
| Club         | Sponsor                                          | Città               | Impianto interno            |
| ------------ | ------------------------------------------------ | ------------------- | --------------------------- |
| Bath         | Dyson (elettronica di consumo)                   | Bath                | Recreation Ground           |
| Bristol      | Huboo (servizi logistici)                        | Bristol             | Ashton Gate Stadium         |
| Exeter       | Troy (fornitore di accessori per l'industria)    | Exeter              | Sandy Park                  |
| Gloucester   | BiGDUG (accessori per magazzini)                 | Gloucester          | Stadio di Kingsholm         |
| Harlequins   | DHL (logistica)                                  | Londra              | The Stoop                   |
| Leicester    | Topps Tiles (materiali edili)                    | Leicester           | Welford Road Stadium        |
| London Irish | Critical metals plc (investimenti minerari)      | Londra              | Brentford Community Stadium |
| Newcastle    | Stelrad (caloriferi)                             | Newcastle upon Tyne | Kingston Park               |
| Northampton  | Cinch (rivenditore di auto online)               | Northampton         | Franklin's Gardens          |
| Sale Sharks  | AO (rivenditore di apparecchiature elettriche)   | Sale                | Salford City Stadium        |
| Saracens     | City Index (servizi finanziari)                  | Londra              | Barnet Copthall             |
| Wasps        | Vodafone (telecomunicazioni)                     | Coventry            | City of Coventry Stadium    |
| Worcester    | Adam Hewitt (rivenditore di macchinari agricoli) | Worcester           | Sixways Stadium             |

## Stagione regolare

### Risultati
In rosso argilla le partite annullate e non prese in considerazione ai fini della classifica.
|            | 1ª giornata                      |       |  |
| ---------- | -------------------------------- | ----- |  |
| 10-9-2022  | Exeter – Leicester               | 24-20 |  |
| 10-9-2022  | London Irish – Worcester         | 45-14 |  |
| 10-9-2022  | Newcastle – Harlequins           | 31-40 |  |
| 10-9-2022  | Bristol – Bath                   | 31-29 |  |
| 11-9-2022  | Sale Sharks – Northampton        | 29-22 |  |
| 11-9-2022  | Gloucester – Wasps               | 27-21 |  |
| Riposo     | Saracens                         |       |  |
|            |                                  |       |  |
|            | 4ª giornata                      |       |  |
| 30-9-2022  | Newcastle – Bristol              | 30-15 |  |
| 1-10-2022  | Gloucester – Worcester           | 0-0   |  |
| 1-10-2022  | London Irish – Bath              | 47-38 |  |
| 1-10-2022  | Sale Sharks – Exeter             | 28-20 |  |
| 1-10-2022  | Saracens – Leicester             | 51-18 |  |
| 2-10-2022  | Harlequins – Northampton         | 35-29 |  |
| Riposo     | Gloucester, Wasps                |       |  |
|            |                                  |       |  |
|            | 7ª giornata                      |       |  |
| 21-10-2022 | London Irish – Gloucester        | 21-22 |  |
| 22-10-2022 | Bath – Northampton               | 27-14 |  |
| 22-10-2022 | Exeter – Saracens                | 20-22 |  |
| 23-10-2022 | Leicester – Wasps                | 0-0   |  |
| 23-10-2022 | Sale Sharks – Harlequins         | 13-29 |  |
| Riposo     | Bristol, Newcastle               |       |  |
|            |                                  |       |  |
|            |                                  |       |  |
|            | 10ª giornata                     |       |  |
| 11-11-2022 | Bath – Leicester                 | 19-18 |  |
| 12-11-2022 | Gloucester – Newcastle           | 21-27 |  |
| 12-11-2022 | Exeter – London Irish            | 22-17 |  |
| 13-11-2022 | Saracens – Northampton           | 45-39 |  |
| Riposo     | Bristol, Harlequins, Sale Sharks |       |  |
|            |                                  |       |  |
|            |                                  |       |  |
|            |                                  |       |  |
|            | 13ª giornata                     |       |  |
| 23-12-2022 | London Irish – Saracens          | 29-20 |  |
| 23-12-2022 | Newcastle – Sale Sharks          | 20-14 |  |
| 24-12-2022 | Exeter – Bath                    | 20-15 |  |
| 24-12-2022 | Leicester – Gloucester           | 28-13 |  |
| 27-12-2022 | Harlequins – Bristol             | 12-15 |  |
| Riposo     | Northampton                      |       |  |
|            |                                  |       |  |
|            |                                  |       |  |
|            | 16ª giornata                     |       |  |
| 27-1-2023  | Sale Sharks – Bath               | 30-27 |  |
| 28-1-2023  | Leicester – Northampton          | 18-19 |  |
| 28-1-2023  | Saracens – Bristol               | 20-19 |  |
| 28-1-2023  | Exeter – Gloucester              | 24-17 |  |
| 29-1-2023  | London Irish – Harlequins        | 42-24 |  |
| Riposo     | Newcastle                        |       |  |
|            |                                  |       |  |
|            |                                  |       |  |
|            | 19ª giornata                     |       |  |
| 3-3-2023   | Bristol – Northampton            | 62-8  |  |
| 4-3-2023   | Leicester – Bath                 | 48-27 |  |
| 4-3-2023   | Harlequins – Exeter              | 40-5  |  |
| 5-3-2023   | Newcastle – London Irish         | 19-34 |  |
| 5-3-2023   | Sale Sharks – Saracens           | 35-24 |  |
| Riposo     | Gloucester                       |       |  |
|            |                                  |       |  |
|            |                                  |       |  |
|            | 22ª giornata                     |       |  |
| 14-4-2023  | Bristol – Sale Sharks            | 20-36 |  |
| 14-4-2023  | Gloucester – Bath                | 24-33 |  |
| 15-4-2023  | Harlequins – Newcastle           | 48-20 |  |
| 15-4-2023  | Northampton – Saracens           | 38-29 |  |
| 16-4-2023  | Leicester – Exeter               | 62-19 |  |
| Riposo     | London Irish                     |       |  |

|            | 2ª giornata                 |       |
| ---------- | --------------------------- | ----- |
| 17-9-2022  | Northampton – London Irish  | 38-22 |
| 17-9-2022  | Bath – Sale Sharks          | 20-37 |
| 17-9-2022  | Harlequins – Saracens       | 27-30 |
| 17-9-2022  | Leicester – Newcastle       | 36-21 |
| 17-9-2022  | Wasps – Bristol             | 8-23  |
| 18-9-2022  | Worcester – Exeter          | 21-36 |
| Riposo     | Gloucester                  |       |
|            |                             |       |
|            | 5ª giornata                 |       |
| 7-10-2022  | Bristol – Exeter            | 14-50 |
| 8-10-2022  | Bath – Gloucester           | 17-21 |
| 8-10-2022  | Leicester – Sale Sharks     | 16-26 |
| 8-10-2022  | Worcester – Harlequins      | 0-0   |
| 9-10-2022  | Newcastle – Saracens        | 14-34 |
| 9-10-2022  | Wasps – Northampton         | 36-40 |
| Riposo     | London Irish                |       |
|            |                             |       |
|            | 8ª giornata                 |       |
| 28-10-2022 | Gloucester – Exeter         | 38-22 |
| 29-10-2022 | Harlequins – London Irish   | 26-24 |
| 29-10-2022 | Northampton – Bristol       | 45-31 |
| 30-10-2022 | Saracens – Sale Sharks      | 33-22 |
| Riposo     | Bath, Leicester, Newcastle  |       |
|            |                             |       |
|            |                             |       |
|            |                             |       |
|            | 11ª giornata                |       |
| 25-11-2022 | Harlequins – Gloucester     | 21-12 |
| 25-11-2022 | Newcastle – Exeter          | 24-21 |
| 26-11-2022 | Sale Sharks – Bristol       | 25-20 |
| 27-11-2022 | Leicester – London Irish    | 33-31 |
| Riposo     | Bath, Northampton, Saracens |       |
|            |                             |       |
|            |                             |       |
|            |                             |       |
|            | 14ª giornata                |       |
| 30-12-2022 | Sale Sharks – Leicester     | 40-5  |
| 31-12-2022 | Bath – Newcastle            | 24-16 |
| 31-12-2022 | Gloucester – London Irish   | 8-6   |
| 31-12-2022 | Saracens – Exeter           | 35-3  |
| 1-1-2023   | Northampton – Harlequins    | 46-17 |
| Riposo     | Bristol                     |       |
|            |                             |       |
|            |                             |       |
|            | 17ª giornata                |       |
| 17-2-2023  | Bristol – Newcastle         | 30-12 |
| 17-2-2023  | Gloucester – Harlequins     | 28-26 |
| 18-2-2023  | Bath – London Irish         | 10-25 |
| 18-2-2023  | Northampton – Sale Sharks   | 38-34 |
| 19-2-2023  | Leicester – Saracens        | 24-18 |
| Riposo     | Exeter                      |       |
|            |                             |       |
|            |                             |       |
|            | 20ª giornata                |       |
| 10-3-2023  | Northampton – Bath          | 45-26 |
| 11-3-2023  | Exeter – Newcastle          | 24-5  |
| 12-3-2023  | Gloucester – Leicester      | 5-26  |
| 12-3-2023  | London Irish – Sale Sharks  | 36-18 |
| 12-3-2023  | Bristol – Harlequins        | 51-26 |
| Riposo     | Saracens                    |       |
|            |                             |       |
|            |                             |       |
|            | 23ª giornata                |       |
| 21-4-2023  | Newcastle – Northampton     | 5-66  |
| 22-4-2023  | Exeter – Bristol            | 22-21 |
| 22-4-2023  | Harlequins – Bath           | 35-45 |
| 22-4-2023  | Gloucester – Sale Sharks    | 22-25 |
| 23-4-2023  | Saracens – London Irish     | 45-21 |
| Riposo     | Leicester                   |       |

|            | 3ª giornata                         |       |
| ---------- | ----------------------------------- | ----- |
| 23-9-2022  | Bath – Wasps                        | 31-39 |
| 24-9-2022  | Bristol – London Irish              | 40-36 |
| 24-9-2022  | Northampton – Leicester             | 21-41 |
| 24-9-2022  | Saracens – Gloucester               | 41-39 |
| 24-9-2022  | Worcester – Newcastle               | 39-5  |
| 25-9-2022  | Exeter – Harlequins                 | 43-42 |
| Riposo     | Sale Sharks                         |       |
|            |                                     |       |
|            | 6ª giornata                         |       |
| 14-10-2022 | Sale Sharks – London Irish          | 37-14 |
| 15-10-2022 | Exeter – Wasps                      | 0-0   |
| 15-10-2022 | Gloucester – Bristol                | 31-28 |
| 15-10-2022 | Northampton – Newcastle             | 32-31 |
| 15-10-2022 | Saracens – Bath                     | 37-31 |
| 16-10-2022 | Harlequins – Leicester              | 19-27 |
|            |                                     |       |
|            |                                     |       |
|            | 9ª giornata                         |       |
| 4-11-2022  | Northampton – Exeter                | 26-19 |
| 5-11-2022  | Sale Sharks – Gloucester            | 27-17 |
| 5-11-2022  | Newcastle – Bath                    | 10-17 |
| 5-11-2022  | Bristol – Saracens                  | 10-25 |
| Riposo     | Harlequins, Leicester, London Irish |       |
|            |                                     |       |
|            |                                     |       |
|            |                                     |       |
|            | 12ª giornata                        |       |
| 2-12-2022  | Bath – Harlequins                   | 13-19 |
| 3-12-2022  | London Irish – Newcastle            | 39-17 |
| 3-12-2022  | Gloucester – Northampton            | 34-19 |
| 3-12-2022  | Bristol – Leicester                 | 26-26 |
| Riposo     | Exeter, Sale Sharks, Saracens       |       |
|            |                                     |       |
|            |                                     |       |
|            |                                     |       |
|            | 15ª giornata                        |       |
| 6-1-2023   | Gloucester – Saracens               | 16-19 |
| 7-1-2023   | Newcastle – Leicester               | 45-26 |
| 7-1-2023   | Exeter – Northampton                | 35-12 |
| 8-1-2023   | Harlequins – Sale Sharks            | 16-24 |
| 8-1-2023   | London Irish – Bristol              | 23-7  |
| Riposo     | Bath                                |       |
|            |                                     |       |
|            |                                     |       |
|            | 18ª giornata                        |       |
| 24-2-2023  | Bath – Bristol                      | 13-15 |
| 25-2-2023  | Saracens – Newcastle                | 29-23 |
| 25-2-2023  | Northampton – Gloucester            | 41-34 |
| 25-2-2023  | London Irish – Leicester            | 22-25 |
| 26-2-2023  | Exeter – Sale Sharks                | 24-22 |
| Riposo     | Harlequins                          |       |
|            |                                     |       |
|            |                                     |       |
|            | 21ª giornata                        |       |
| 24-3-2023  | Newcastle – Gloucester              | 17-12 |
| 25-3-2023  | Leicester – Bristol                 | 46-24 |
| 25-3-2023  | Saracens – Harlequins               | 36-24 |
| 25-3-2023  | London Irish – Northampton          | 37-22 |
| 26-3-2023  | Bath – Exeter                       | 36-19 |
| Riposo     | Sale Sharks                         |       |
|            |                                     |       |
|            |                                     |       |
|            | 24ª giornata                        |       |
| 6-5-2023   | Bath – Saracens                     |       |
| 6-5-2023   | Bristol – Gloucester                |       |
| 6-5-2023   | Leicester – Harlequins              |       |
| 6-5-2023   | London Irish – Exeter               |       |
| 6-5-2023   | Sale Sharks – Newcastle             |       |
| Riposo     | Northampton                         |       |

### Classifica
| Pos | Squadra      | G  | V  | N | P  | PF  | PS  | DP   | BMP | Pt |
| --- | ------------ | -- | -- | - | -- | --- | --- | ---- | --- | -- |
| 1   | Saracens     | 20 | 15 | 0 | 5  | 622 | 513 | +109 | 14  | 74 |
| 2   | Sale Sharks  | 20 | 14 | 0 | 6  | 576 | 435 | +141 | 13  | 69 |
| 3   | Leicester    | 20 | 11 | 1 | 8  | 560 | 490 | +70  | 13  | 59 |
| 4   | Northampton  | 20 | 11 | 0 | 9  | 620 | 611 | +9   | 14  | 58 |
| 5   | London Irish | 20 | 10 | 0 | 10 | 543 | 485 | +58  | 15  | 55 |
| 6   | Harlequins   | 20 | 9  | 0 | 11 | 546 | 551 | −5   | 15  | 51 |
| 7   | Exeter       | 20 | 10 | 0 | 10 | 450 | 513 | −63  | 8   | 48 |
| 8   | Bath         | 20 | 8  | 0 | 12 | 528 | 540 | −12  | 15  | 47 |
| 9   | Bristol      | 20 | 8  | 1 | 11 | 515 | 536 | −21  | 13  | 47 |
| 10  | Gloucester   | 20 | 7  | 0 | 13 | 435 | 504 | −69  | 13  | 41 |
| 11  | Newcastle    | 20 | 6  | 0 | 14 | 399 | 616 | −217 | 7   | 31 |
| 12  | Wasps        | 0  | 0  | 0 | 0  | 0   | 0   | 0    | 0   | 0  |
| 13  | Worcester    | 0  | 0  | 0 | 0  | 0   | 0   | 0    | 0   | 0  |

## Play-off
|  | Semifinali | Semifinali  | Semifinali  |             |          | Finale   | Finale | Finale |  |
|  |            |             |             |             |          |          |        |        |  |
|  | 1          | Saracens    | 38          |             |          |          |        |        |  |
|  | 1          | Saracens    | 38          |             |          |          |        |        |  |
|  | 4          | Harlequins  | 15          |             |          |          |        |        |  |
|  | 4          | Harlequins  | 15          |             | Saracens | Saracens | 35     |        |  |
|  |            |             |             |             | Saracens | Saracens | 35     |        |  |
|  |            |             | Sale Sharks | Sale Sharks | 25       |          |        |        |  |
|  | 2          | Sale Sharks | Sale Sharks | Sale Sharks | 25       | 21       |        |        |  |
|  | 2          | Sale Sharks |             |             |          |          |        |        |  |
|  | 3          | Leicester   | 13          |             |          |          |        |        |  |

### Semifinali
| Arbitro: | Karl Dickson (Londra) |

|                                                        |      |                          |
| Maitland 6’, 22’ I. van Zyl 30’ tecnica 71’ Malins 75’ | mt   | 56’ A. Mitchell 65’ Ramm |
| O. Farrell 6’, 22’, 30’, 75’                           | tr   | 56’ F. Smith             |
| O. Farrell 47’                                         | c.p. | 9’ F. Smith              |

| Arbitro: | Wayne Barnes (Gloucester) |

|                         |      |                  |
| Roebuck 20’ A. Reed 64’ | mt   | 54’ Potter       |
| G. Ford 21’             | tr   | 54’ Gopperth     |
| G. Ford 47’, 57’, 69’   | c.p. | 8’, 11’ Gopperth |

### Finale
| Arbitro: | Luke Pearce (Bristol) |

| |              | |
| tecnica 22’ Malins 34’ Daly 67’ I. van Zyl 71’ | mt           | 31’ A. v.d. Merwe 44’ Roebuck 52’ Rodd |
| O. Farrell 34’, 71’ | tr           | 31’, 52’ G. Ford |
| O. Farrell 5’, 14’, 50’ | c.p.         | 7’, 18’ G. Ford |
| · Al. Goode · Malins · 63’ Lozowski · Tompkins · 21’ Maitland · O. Farrell · 74’ I. van Zyl · 51’ 76’ Mawi · 11’ George · 73’ Riccioni · Itoje · 62’ Tizard · Isiekwe · Earl · 76’ J. Wray | Formazioni   | · Carpenter · Roebuck 51’ · R. du Preez · M. Tuilagi 68’ · A. Reed · G. Ford · Warr 51’ · McIntyre 46’ · A. v.d. Merwe 46’ · Schonert 46’ · J.L. du Preez 73’ · J. Hill · Curry 22’ · Dugdale 73’ · Ross |
| · 11’ Dan · 21’ Daly · 51’ 74’ Hislop · 62’ Hunter-Hill · 63’ D. Taylor · 73’ Judge · 74’ A. Davies                                                                                        | Sostituzioni | · Ashman 46’ · Oosthuizen 46’ · Rodd 46’ · Beaumont 73’ · Ellis 73’ · O’Flaherty 51’ · Quirke 51’ · S. James 68’                                                                                         |
| Mark McCall | Allenatori   | Alex Sanderson |

## Verdetti
- Saracens: campione d'Inghilterra.
- Saracens, Sale Sharks, Leicester, Northampton, London Irish, Harlequins, Exeter, Bath: qualificate alla Champions Cup 2023-24.
- Bristol, Gloucester, Newcastle: qualificate alla Challenge Cup 2023-24.